# 다지마역 (도치기현)
다지마역(일본어: 田島駅, たじまえき)은 일본 도치기현 사노시에 있는 도부 철도 사노 선의 역이다. 역 번호는 TI 32이다.

## 역 구조
섬식 승강장 1면 2선의 지상역이다. 측선도 있지만 본선에서 제외되어 사용되지 않는다.
역사는 선로의 서쪽에 위치한 승강장 및 선로의 동쪽과는 지하도에 의하여 연결된다. 역사는 목조의 것이 오랫동안 사용되고 있었지만, 승강장으로 가려면 역사를 경유하지 않고 직접 지하도에 접근하는 형태인 관계로 승객의 동선에서 벗어나고 있었다. 2009년, 새로운 간이 역사가 지하도 옆에 건설되고 구역사는 해체되었다. PASMO 대응 간이 개찰기가 설치되어 있다. 승차권은 과거 역전 식당에서 판매되었지만, 간이 역사 공용 개시 후에는 창구에서 발매하고 있다.

### 승강장
| 번호 | 노선    | 방향 | 행선            |
| ---- | ------- | ---- | --------------- |
| 1    | 사노 선 | 하행 | 구즈 방면       |
| 2    | 사노 선 | 상행 | 다테바야시 방면 |

## 역 주변
- 도치기 현도 7호 사노교다 선 - 역 바로 앞을 지난다.
- 국도 제50호선 사노 바이패스
- 아키야마 강 정화 센터
- 사노 지구 위생 시설 조합 사노 지구 위성 센터
- 사노 시 하네다 공단
- 하야카와 식품
- 아키야마 강
- 쓰바키타 성지
- 운류지

## 역사
- 1914년 8월 2일: 영업 개시.

## 사진

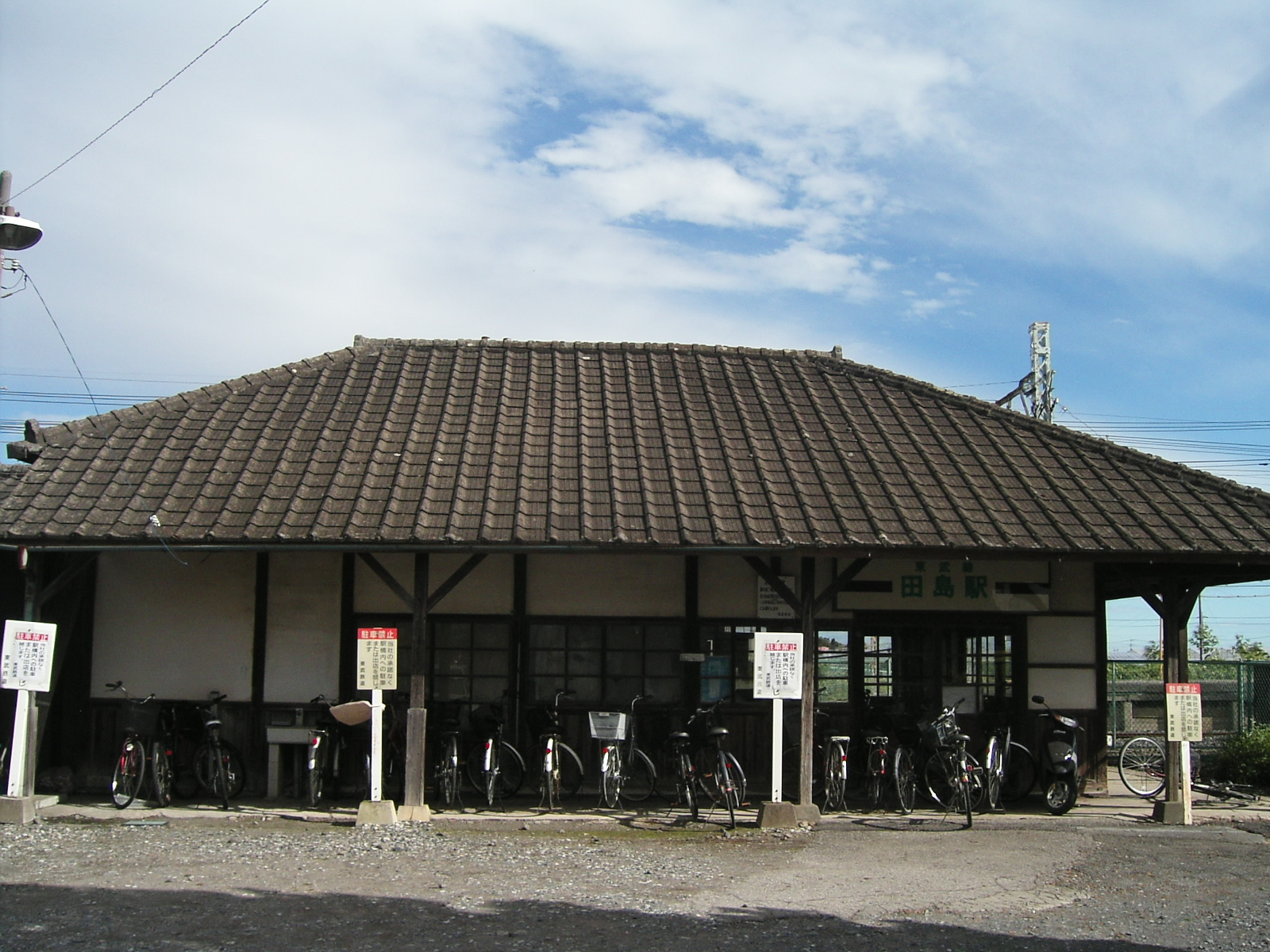
옛 역사 모습(2006년 10월)
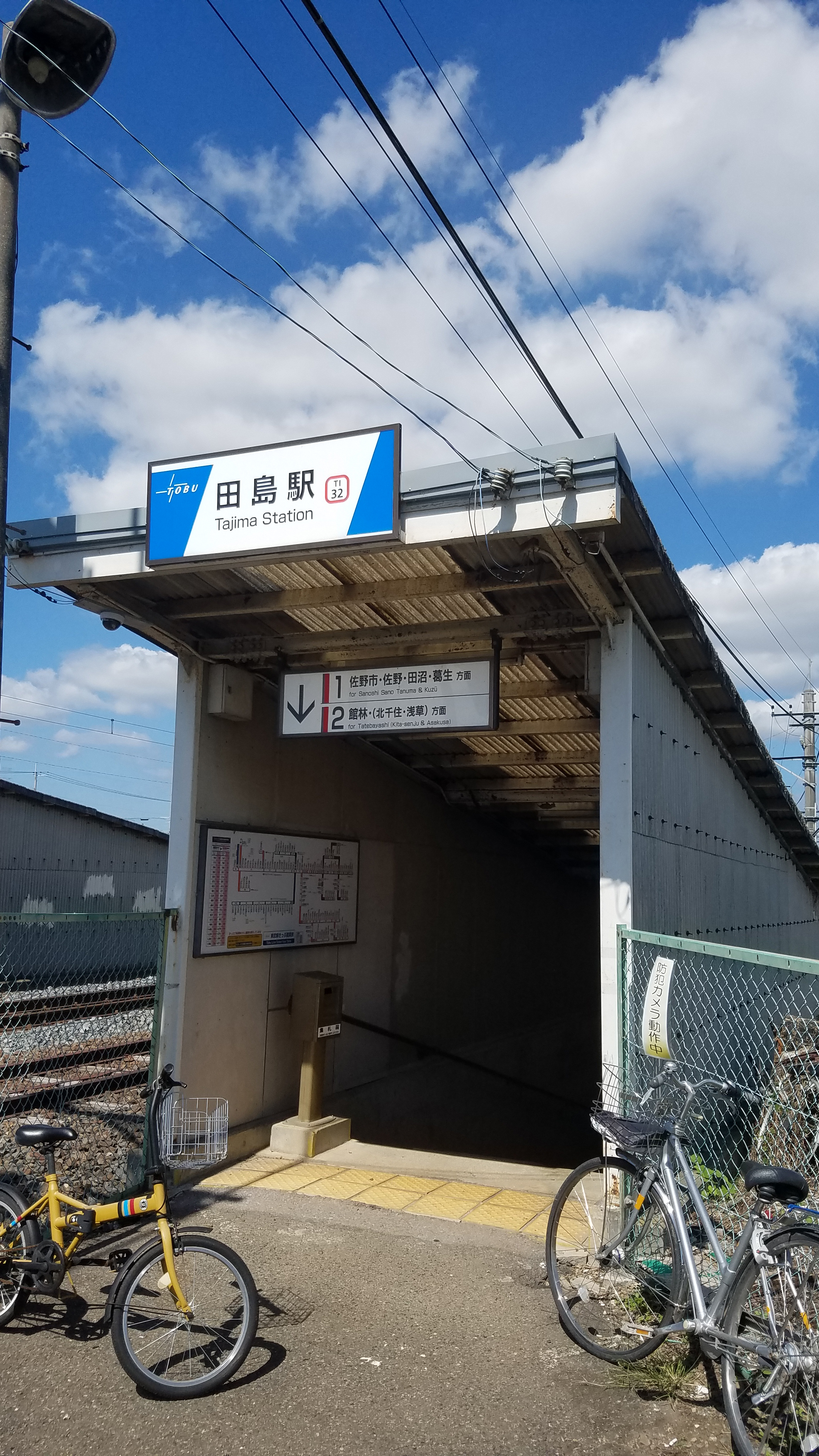
동쪽 출입구(2021년 9월)

## 인접역
| 도부 철도 사노 선              | 도부 철도 사노 선 | 도부 철도 사노 선      |
| ------------------------------ | ----------------- | ---------------------- |
| TI 31 와타라세 다테바야시 방면 |                   | 사노시 TI 33 구즈 방면 |